# Langlaufen op de Olympische Winterspelen 1956
Langlaufen is een van de sporten die beoefend werden tijdens de Olympische Winterspelen 1956 in Cortina d'Ampezzo, Italië. 

## Heren

### 15 kilometer
| rang   | sporter(s)       | land | tijd  |
| ------ | ---------------- | ---- | ----- |
| Goud   | Hallgeir Brenden | NOR  | 49:39 |
| Zilver | Sixten Jernberg  | SWE  | 50:14 |
| Brons  | Pavel Koltsjin   | URS  | 50:17 |
| 4      | Veikko Hakulinen | FIN  | 50:31 |
| 5      | Håkon Brusveen   | NOR  | 50:36 |
| 6      | Martin Stokken   | NOR  | 50:45 |
| 7      | Nikolai Anikin   | URS  | 50:58 |
| 8      | Lennart Larsson  | SWE  | 51:03 |

### 30 kilometer
| rang   | sporter(s)         | land | tijd    |
| ------ | ------------------ | ---- | ------- |
| Goud   | Veikko Hakulinen   | FIN  | 1:44:06 |
| Zilver | Sixten Jernberg    | SWE  | 1:44:30 |
| Brons  | Pavel Koltsjin     | URS  | 1:45:45 |
| 4      | Anatoli Sjeljukhin | URS  | 1:45:46 |
| 5      | Vladimir Koezin    | URS  | 1:46:08 |
| 6      | Fjodor Terentjev   | URS  | 1:46:43 |
| 7      | Per-Erik Larsson   | SWE  | 1:46:51 |
| 8      | Lennart Larsson    | SWE  | 1:46:56 |

### 50 kilometer
| rang   | sporter(s)         | land | tijd    |
| ------ | ------------------ | ---- | ------- |
| Goud   | Sixten Jernberg    | SWE  | 2:50:27 |
| Zilver | Veikko Hakulinen   | FIN  | 2:51:45 |
| Brons  | Fjodor Terentjev   | URS  | 2:53:32 |
| 4      | Eero Kolehmainen   | FIN  | 2:56:17 |
| 5      | Anatoli Sjeljukhin | URS  | 2:56:40 |
| 6      | Pavel Koltsjin     | URS  | 2:58:00 |
| 7      | Viktor Baranov     | URS  | 3:03:55 |
| 8      | Antti Sivonen      | FIN  | 3:04:16 |

### 4 x 10 kilometer Estafette
| rang   | sporter(s)                                                              | land | tijd    |
| ------ | ----------------------------------------------------------------------- | ---- | ------- |
| Goud   | Fjodor Terentjev Pavel Koltsjin Nikolai Anikin Vladimir Koezin          | URS  | 2:15:30 |
| Zilver | August Kiuru Jorma Kortelainen Arvo Viitanen Veikko Hakulinen           | FIN  | 2:16:31 |
| Brons  | Lennart Larsson Gunnar Samuelsson Per-Erik Larsson Sixten Jernberg      | SWE  | 2:17:42 |
| 4      | Håkon Brusveen Per Olsen Marten Stokken Hallgeir Brenden                | NOR  | 2:21:16 |
| 5      | Pompeo Fattor Ottavio Compagnoni Innocenzo Chatrian Federico De Florian | ITA  | 2:23:28 |
| 6      | Victor Arbez René Mandrillon Benoît Carrara Jean Mermet                 | FRA  | 2:24:06 |
| 7      | Werner Zwingli Victor Kronig Fritz Kocher Marcel Huguenin               | SUI  | 2:24:30 |
| 8      | Emil Okuliar Vlastimil Melich Josef Prokeš Ilja Matouš                  | TCH  | 2:24:54 |

## Dames

### 10 kilometer
| rang   | sporter(s)         | land | tijd  |
| ------ | ------------------ | ---- | ----- |
| Goud   | Ljoebov Kosireva   | URS  | 38:11 |
| Zilver | Radja Jerosjina    | URS  | 38:16 |
| Brons  | Sonja Edström      | SWE  | 38:23 |
| 4      | Alevtina Koltsjina | URS  | 38:46 |
| 5      | Siiri Rantanen     | FIN  | 39:40 |
| 6      | Mirja Hietamies    | FIN  | 40:18 |
| 7      | Irma Johansson     | SWE  | 40:20 |
| 8      | Sirkka Polkunen    | FIN  | 40:25 |

### 3 x 5 kilometer Estafette
| rang   | sporter(s)                                            | land | tijd    |
| ------ | ----------------------------------------------------- | ---- | ------- |
| Goud   | Sirkka Polkunen Mirja Hietamies Siiri Rantanen        | FIN  | 1:09:01 |
| Zilver | Ljoebov Kosireva Alevtina Koltsjina Radja Jerosjina   | URS  | 1:09:28 |
| Brons  | Irma Johansson Anna Lisa Eriksson Sonja Edström       | SWE  | 1:09:48 |
| 4      | Kjellfrig Brusveen Gina Regland Rakel Wahl            | NOR  | 1:10:50 |
| 5      | Maria Gąsienica Bukowa Józefa Pęksa Zofia Krzeptowska | POL  | 1:13:20 |
| 6      | Eva Benešová Libuše Patočková Eva Lauermanová         | TCH  | 1:14:19 |
| 7      | Elfriede Uhlig Else Ammann Sonnhilde Hausschild       | EUA  | 1:15:33 |
| 8      | Fides Romanin Rita Bottero Ildegarda Taffra           | ITA  | 1:16:11 |

## Medaillespiegel
| rang | land        | goud | zilver | brons | totaal |
| ---- | ----------- | ---- | ------ | ----- | ------ |
| 1    | Sovjet-Unie | 2    | 2      | 3     | 7      |
| 2    | Finland     | 2    | 2      | 0     | 4      |
| 3    | Zweden      | 1    | 2      | 3     | 6      |
| 4    | Noorwegen   | 1    | 0      | 0     | 1      |
|      |             | 6    | 6      | 6     | 18     |